# Patrick Crinelli
Patrick Crinelli (ur. 5 sierpnia 1971 roku w Rzymie) – włoski kierowca wyścigowy.

## Kariera
Crinelli rozpoczął karierę w wyścigach samochodowych w 1992 roku od startów w Pucharze Narodów Formuły Opel Lotus oraz Formule Opel Lotus Euroseries. W pucharze narodów raz stanął na podium i uplasował się na najniższym stopniu podium klasyfikacji generalnej. W Euroseries uzbierane 44 punkty dały mu jedenaste miejsce w klasyfikacji generalnej. W późniejszych latach pojawiał się także w stawce Italian Super Touring Car Championship, Formuły Opel Lotus Euroseries oraz Formuły 3000.
W Formule 3000 Francuz wystartował w dwóch wyścigach sezonu 1994 z brytyjską ekipą Omegaland. Żadnego z wyścigów jednak nie ukończył.